# プブリウス・マニリウス
プブリウス・マニリウス（ラテン語: Publius Manilius、生没年不詳）は、紀元前2世紀後期の共和政ローマの政治家。紀元前120年に執政官（コンスル）を務めた。

## 出自
プレブス（平民）であるマニリウス氏族の出身である。紀元前149年にマニウス・マニリウスが氏族として最初に執政官に就任した。マニウスは「スキピオ・サークル」の一員であり、プブリウス・ムキウス・スカエウォラおよびマルクス・ユニウス・ブルトゥスに並び、その次代の最も優れた法律家と呼ばれた。マニウスは第三次ポエニ戦争の初期段階で、陸軍の指揮をとっている。
長男は父のプラエノーメンを受け継ぐというローマの風習から、マニウスにはプブリウスという兄がいたと思われ、第三次イリュリア戦争戦争後の紀元前167年にルキウス・アニキウス・ガッルスを支援してイリュリアの再建を担当した人物が該当すると推定され、おそらくこのプブリウスが本記事のプブリウスの父と思われる。

## 経歴
プブリウス・マニリウスは紀元前120年に執政官に就任した。同僚は同じくプレブスのガイウス・パピリウス・カルボであった。当時のウィッリウス法では、執政官はプラエトル（法務官）経験者で、かつ法務官就任から3年を経過していることが求められていることから、マニリウスは遅くとも紀元前123年には法務官に就任したはずである。
それ以外、マニリウスに関する資料はない。

## 参考資料

### 古代の資料
- マルクス・トゥッリウス・キケロ『ブルトゥス』
- マルクス・トゥッリウス・キケロ『弁論家について』

### 研究書
- Brennan T . The Praetorship in The Roman Republic. - NY & Oxford : Oxford University Press , 2000. - Vol. II: 122 to 49 BC. - P. 739;
- Broughton R . The Magistrates of The Roman Republic. - NY, 1951. - Vol. I - P. 523.
- Münzer the F . Manilius // Paulys Realencyclopädie der classischen Altertumswissenschaft (RE). - 1928. - Bd. XIV, 1. - Sp. 1114;
- Münzer the F . Manilius 12 // RE. - 1928. - Bd. XIV, 1. - Kol. 1135-1139;
- Münzer the F . Manilius 13 // RE. - 1928. - Bd. XIV, 1. - Sp. 1139;